# مکینا گریس
مکینا گریس (انگلیسی: Mckenna Grace؛ زادهٔ ۲۵ ژوئن ۲۰۰۶) هنرپیشه اهل ایالات متحده آمریکا است. مکینا کار بازیگری را به صورت حرفه‌ای از سن ۶ سالگی آغاز کرد. او نخستین نقش جدی خود را در سال ۲۰۱۲ و با بازی سریال کراش و برانستین که از محصولات شبکه دیزنی اکس دی بود، تجربه کرد. در سال ۲۰۱۳، گریس در سریال جوان و بی‌قرار در نقش فیث نیومن ظاهر شد. استعداد گریس خیلی زود مورد توجه قرار گرفت و باعث شد تا او به سینما راه پیدا کند. بعد از ایفای نقش‌های کوچک و مکمل در فیلم‌هایی همچون بدرود جهان و آقای چرچ و روز استقلال: بازخیز، گریس توانست حضور در نقش اول را با بازی در فیلم با استعداد تجربه کند. بازی او در نقش دختری نابغه که مهارت بالایی در ریاضی دارد باعث شد تا او نامزد بهترین بازیگر کودک از سوی انجمن منتقدان پخش فیلم شود.
گریس بیش‌تر برای بازی در نقش کودکی چندین شخصیت مهم در آثار مختلف مشهور است. او در فیلم من تونیا هستم در نقش جوانی تونیا هاردینگ ظاهر شد که باعث شد به همراه دیگر اعضای گروه فیلم برنده بهترین جایزه تیم بازیگری شود. در سال ۲۰۱۹، گریس در فیلم پرفروش کاپیتان مارول در نقش کودکی کارول دنورز ایفای نقش کرد. او همچنین در دو سریال ترسناک تسخیرشدگی و ماجراجویی‌های هراس‌انگیز سابرینا (هردو محصول نت‌فلیکس)، به ترتیب در نقش کودکی تئودرا کرین و سابرینا اسپل‌من ظاهر شد.
از دیگر فیلم‌ها یا برنامه‌های تلویزیونی که گریس در آن نقش داشته است می‌توان به سرباز صفر، شلدون جوان، بازیکن شماره یک آماده، فیلم پرندگان خشمگین و آنابل به خانه می‌آید اشاره کرد.

## زندگی شخصی

### اوایل زندگی
گریس در ۲۵ ژوئن ۲۰۰۶ در گریپواین، تگزاس، ایالات متحده به دنیا آمد. او تک فرزند است. کودکی خود را در دالاس-فورت ورث سپری کرد. گریس به مدرسه نرفته است، او توسط معلم خصوصی در خانه درس خوانده است. اولین بار در سن چهار سالگی پس از دریافت مجموعه ای از فیلم‌های DVD با بازی شرلی تمپل از مادربزرگش به بازیگری ابراز علاقه کرد.

### زندگی شخصی
مکینا ترجیح می‌دهد زندگی شخصی خصوصی تری داشته باشد. مادرش زندگی خانگی آن را «بسیار عادی» توصیف کرد. او در شبکه‌های اجتماعی همانند اینستاگرام، توییتر و تیک تاک فعال است. مادر گریس حساب‌های او را مدیریت می‌کند و پست‌های گریس را در تیک‌تاک کنترل می‌کند. از سال ۲۰۲۱، او گیاه‌خوار است.
مکینا در سن ۱۲ سالگی مبتلا به کَژپُشتی تشخیص داده شد. در حین فیلمبرداری شکارچیان روح: افترلایف او برای اصلاح ستون فقرات خود از بریس پشتی استفاده کرد، اما آن را ناخوشایند دید و «در نهایت آن را آنطور که باید بپوشد، نپوشید» او به جای ۲۲ ساعت در نظر گرفته شده در روز، فقط می‌توانست آن را برای شب بپوشد. پس از اینکه انحراف ستون فقرات او از مرز ۴۵ درجه فراتر رفت، برای جلوگیری از تأثیر آن بر اندام‌های داخلی‌اش، باید تحت عمل جراحی قرار می‌گرفت. در اکتبر ۲۰۲۲، او تحت عمل جراحی ستون فقرات قرار گرفت که انحراف او به شش درجه کاهش یافت.

## حرفه بازیگری

### ۲۰۱۲–۲۰۱۷: نقش‌های اولیه و پیشرفت
گریس اولین بازی خود را سال ۲۰۱۲ و در سریال کراش و برنشتاین از دیزنی اکس‌دی شروع کرد و در نقش جاسمین برنشتاین ایفای نقش کرد. او نقش خود را در فصل دوم سریال تکرار کرد، و تا سال ۲۰۱۴ در این نقش بازی کرد. در این مدت، او به عنوان مهمان در کمدی بازی‌های گودوین حضور پیدا کرد.
در سال ۲۰۱۳، او اولین فیلم خود را در فیلم خداحافظ دنیا انجام داد، یک کمدی درام که منتقدان را ناامید کرد.
بین سال‌های ۲۰۱۳ و ۲۰۱۵، او در سریال «The Young and the Restless» نقش «فیث نیومن» را داشت. در سال ۲۰۱۵، گریس در سریال خاطرات خون‌آشام، نقش کارولین فوربس جوان را به تصویر کشید.
در سپتامبر ۲۰۱۵، گریس به بازیگران فیلم درام Gifted ۲۰۱۷ پیوست، ریچارد روپر از شیکاگو سان تایمز او را «نیروی مقاومت ناپذیر» می‌دانست و صحنه‌های او با کریس ایوانز را «احساس انگیز» تحسین می‌کرد. گریس برای بازی خود نامزد دریافت جایزه بهترین بازیگر جوان برگزیده منتقدان شد.

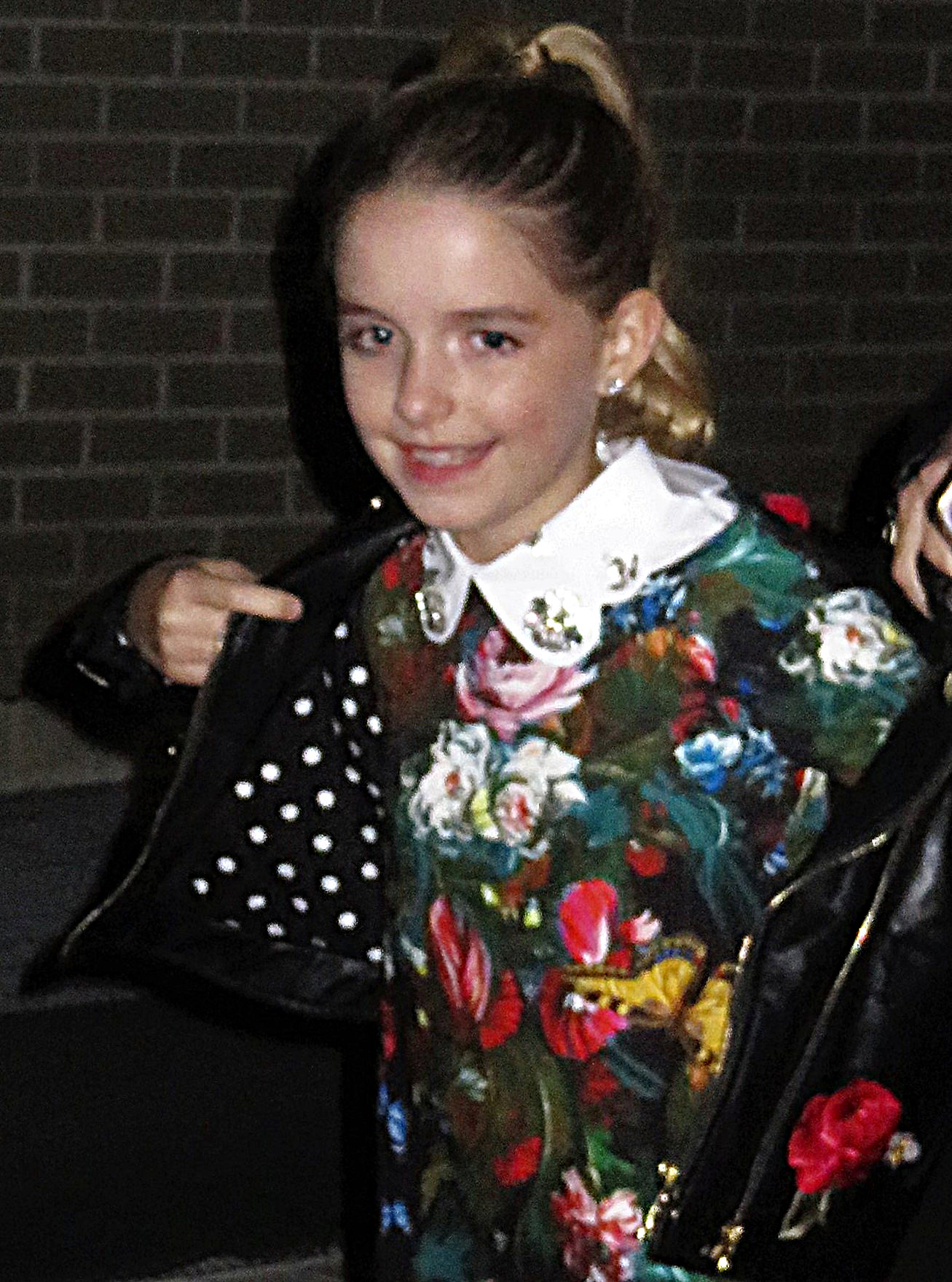
گریس در اولین نمایش من تونیا هستم در سال 2017

گریس نسخه جوان‌تر تونیا هاردینگ را در فیلم زندگی‌نامه من تونیا هستم (۲۰۱۷) به تصویر کشید. او گفت که این سخت‌ترین نقشی بود که تا به حال از نظر فیزیکی بر عهده گرفته بود، زیرا مجبور بود اسکیت روی یخ را یاد بگیرد. از آنجایی که هاردینگ از سنین جوانی یک جامپر ماهر بود، گریس یک دوبل داشت که چرخش‌ها، ترکیب‌های پرش و دوبل لوتز را در فیلم اجرا می‌کرد. من تونیا هستم با استقبال خوبی از سوی منتقدان مواجه شد.

### ۲۰۱۸–۲۰۲۰: نقش‌های ترسناک و شناخت بیشتر
گریس در سال ۲۰۱۸ در درام ترسناک دانه بد ظاهر شد، بازسازی فیلمی به همین نام در سال ۱۹۵۶ که خود اقتباسی از رمان ویلیام مارچ در سال ۱۹۵۴ است. گریس که آرزوی بازی در نقش یک شخصیت شرور ترسناک را داشت، از این فرصت هیجان‌زده شد. در آماده‌سازی برای این نقش، او فیلم ۱۹۵۶ را تماشا کرد و بر تقلید از رفتار رودا پنمارک (نسخه آن فیلم از اما)، از جمله راه رفتن و صورت او تمرکز کرد. گریس همچنین با پتی مک کورمک، بازیگر نقش رودا در فیلم ۱۹۵۶، مشورت کرد. پس از نمایش دانه بد سپتامبر ۲۰۱۸ در لایف‌تایم ، منتقدان عملکرد او را تحسین کردند. بر اساس گزارش هالیوود ریپورتر، توانایی گریس در «ناراحت کننده و گهگاهی خنده دار» کلید موفقیت یا شکست دانه بد است.در سال ۲۰۱۸، گریس در سریال ترسناک نتفلیکس تسخیرشدگی خانه هیل بازی کرد. برای آماده شدن برای نقش تئودورا «تئو» کرین، موهای خود را قهوه ای تیره رنگ کرد. تسخیرشدگی خانه هیل و اجراهای گریس مورد تحسین منتقدان قرار گرفت. در همان سال، او به عنوان مهمان در سریال ماجراجویی‌های هیجان انگیز سابرینا حضور یافت. گریس نقش کودکی شخصیت اصلی را بازی کرد که توسط کیرنان شیپکا در نوجوانی به تصویر کشیده شد.
گریس در سه فیلم اکران شده در سال ۲۰۱۹ ظاهر شد. اولین آنها یک کمدی-درام با عنوان سرباز صفر بود که گریس را به عنوان دختری عجیب نشان می‌دهد که می‌خواهد پیام‌هایی به فضا ارسال کند و در کنار گروهی از پیشاهنگان پرنده وارد یک رقابت سراسری می‌شود. برای سرباز صفر، او موهای خود را به‌طور نامتقارن کوتاه کرد، یک طرفش نزدیک شانه و طرف دیگر کنار چانه بود. منتقدان عموماً در نقدهای خود نسبت به فیلم موافق بودند و بازیگران را تحسین می‌کردند. این فیلم یک موفقیت تجاری و انتقادی بود، بیش از ۱٫۱ میلیارد دلار فروش داشت و در میان پردرآمدترین فیلم‌های تمام دوران قرار گرفته است.
آخرین اکران گریس در سال ۲۰۱۹، فیلم ترسناک فراطبیعی آنابل به خانه می‌آید بود که به هفتمین قسمت از دنیای سینمایی احضار تبدیل شد. او در نقش جودی وارن، دختر محققان ماوراء الطبیعه، اد و لورین وارن بازی کرد. کارگردان گری دابرمن با اشاره به حرفه ای بودن و استعداد گریس اظهار داشت که از انتخاب گریس «بسیار بسیار خوشحال» است. آنابل به خانه می‌آید بیش از ۲۳۱ میلیون دلار به فروش رفت و نظرات متفاوت دریافت کرد. او همچنین در اسکوب ۲۰۲۰ صداپیشگی دافنه بلیک جوان را بر عهده داشت او قرار بود این نقش را در فیلم بعدی اسکوب! محل اقامت تعطیلات، که در اوت ۲۰۲۲ لغو شد.

### ۲۰۲۱–اکنون: موفقیت در جریان اصلی
در سال ۲۰۲۱، گریس در سریال سرگذشت ندیمه ایفای نقش کرد، او به دلیل توانایی اش در به تصویر کشیدن ترس و وحشت انتخاب شد. در هفتاد و سومین دوره جوایز امی هنرهای خلاقانه پرایم تایم، گریس نامزد دریافت جایزه بازیگر مهمان برجسته در یک سریال درام شد که او را دهمین بازیگر جوان نامزد جایزه امی و اولین نفری بود که برای جایزه بازیگری مهمان شناخته شد.
در سال ۲۰۲۱، او صداپیشگی یک اسب سوار احمق و پرانرژی را در انیمیشن دریم‌ورکس انیمیشن روح رام‌نشده انجام داد و نقش نسخه جوان شخصیت آنابل والیس را در فیلم ترسناک بدخیم بازی کرد. گریس نقش اصلی را در نقش فیبی اسپنگلر در فیلم کمدی ماوراء الطبیعه شکارچیان ارواح: زندگی پس از مرگ (۲۰۲۱)، دنباله شکارچیان ارواح (۱۹۸۴) و شکارچیان ارواح II (1989) داشت. او برای این نقش موهایش را کوتاه و رنگ کرد. در طول فیلمبرداری، تصویر او از شخصیت به‌طور قابل توجهی تغییر کرد. او در ابتدا نقش فیبی را به صورت رباتیک ایفا کرد، اما کارگردان (جیسون رایتمن) از او خواست که بیانگر تر باشد. گریس همچنین خاطرنشان کرد که این شخصیت با وجود شباهت‌های ظاهری و صدایی، یک کپی از اگون اسپنگلر نبود. این فیلم در ۱۹ نوامبر ۲۰۲۱ اکران شد و به موفقیت تجاری متوسطی دست یافت و بیش از ۲۰۴ میلیون دلار فروخت. گریس برای بهترین بازیگر زن در یک فیلم علمی تخیلی/فانتزی نامزد دریافت جایزه فوق‌العاده انتخاب منتقدان شد.
با شروع همه‌گیری کووید-۱۹ در سال ۲۰۲۰، فیلمبرداری برای The Handmaid's Tale متوقف شد. گریس و پدرش تصمیم گرفتند دنباله‌ای برای دانه بد بنویسند، زیرا می‌دانستند که لایف‌تایم می‌خواهد دنباله آن را پخش کند. او ساختار کلی فیلم را نوشت در حالی که او بازخورد داد، در درجه اول در مورد دیالوگ. به گفته تانیا لوپز، معاون اجرایی لایف تایم، این شبکه با ایده گریس برای دنباله «محور» شد. این فیلم با عنوان دانه بد بازگشته است، اولین بار در لایف‌تایم در ۵ سپتامبر ۲۰۲۲ به نمایش درآمد
مکینا گریس در فیلم شکارچیان روح: امپراتوری یخ‌زده که در مارس ۲۰۲۴ منتشر شد، نقش فیبی را دوباره بازی کرد.

## پروژه‌های آینده
قرار است گریس در نقش عنکبوت در فیلم درام بعدی Spider & Jessie بازی کند.. او اظهار داشت که این پروژه به او کمک خواهد کرد تا در مورد شدت مشکلات مصرف مواد مخدر و اعتیاد بیشتر بداند.

## پذیرایی و هنرمندی
در سال ۲۰۱۸، ایندی‌وایر از گریس به عنوان یکی از بهترین بازیگران کودک تلویزیون در آن زمان نام برد. او در لیست‌های مشابه گردآوری شده توسط کامیک بوک ریسورسز و مووی‌وب گنجانده شد. هالیوود ریپورتر او را یکی از ۳۰ ستاره برتر زیر ۱۸ سال در سال‌های ۲۰۱۸ و ۲۰۱۹ معرفی کرد. سال بعد، انجمن منتقدان هالیوود، گریس را در فهرست «نسل بعدی هالیوود» قرار داد. در سال ۲۰۲۲، محصولات یاهو! او را «یکی از موفق‌ترین و پرکارترین بازیگران کودک نسل خود» نامید. پس از چندین نقش در پروژه‌های ترسناک، از جمله تسخیر عمارت هیل و آنابل به خانه می‌آید روزنامه نگاران منابع کتاب کمیک و مووی‌وب او را ملکه جیغ لقب دادند. به گفته ایندیپندنت، گریس «به یکی از اصلی‌ترین ژانرهای ترسناک مدرن تبدیل شده است».

## حرفه موسیقی
گریس در سال ۲۰۲۰ با رکوردهای پایان عکس قرارداد امضا کرد و اولین تک آهنگ خود را با نام "Haunted House" همراه با یک موزیک ویدئو در نوامبر ۲۰۲۱ منتشر کرد. او در کنار لیلی کینکد و ناتانیل موته به عنوان تهیه‌کننده این آهنگ را نوشت. گریس توضیح داد که این آهنگ در دوران سختی از زندگی او در همه‌گیری کووید-۱۹ نوشته شده است و می‌توان آن را به عنوان آهنگ جدایی تلقی کرد، اما می‌تواند دربارهٔ یک دوست یا یکی از اعضای خانواده یا هر چیز دیگری باشد که به نوعی رابطه با آن به پایان رسیده است». اگرچه در ابتدا برای شکارچیان روح: افترلایف نوشته نشده بود، این آهنگ در نهایت به موسیقی متن فیلم اضافه شد و برای تیتراژ پایانی استفاده شد.
گریس دومین و سومین تک آهنگ خود را با نام «آیا همه دوستانم از من متنفرند؟» و «نیروانا را خراب کردی»، در سال ۲۰۲۲ منتشر کرد. او در ۱۸ نوامبر ۲۰۲۲ آهنگ "Self Dysmorphia" را منتشر کرد که الهام گرفته از مبارزه او با اسکولیوز بود. گریس در هنگام انتشار این تک آهنگ گفت: «کمی عجیب است که این افکار و کشمکش‌های شخصی را در جهان مطرح کنیم. اما، امیدوارم افرادی که تجربه مشابهی دارند کمتر احساس تنهایی می‌کنند.» او همچنین این آهنگ را در The Today Show در دسامبر ۲۰۲۲ اجرا کرد. در اواخر همان سال، او تک آهنگ "Bark to the Beat" را برای موسیقی متن فیلم PAW Patrol: The Mighty Movie ضبط کرد. دومین اپیزود گریس، Autumn Leaves، در ۱۳ اکتبر ۲۰۲۳ منتشر شد. به گفته بیلبورد، تک‌آهنگ «Catch Me» مهارت‌های او را در داستان‌گویی و موسیقی «پاپ بی‌تفاوت و با بافت غنی» به نمایش می‌گذارد. گریس از آن زمان آهنگ‌های «ناتالی» و «جنتلمن» را منتشر کرد و قرار است سومین اپیزود خود را در اواخر سال ۲۰۲۴ منتشر کند.

## اعتبار
طبق سایت جمع‌آوری نقد راتن تومیتوز، فیلم‌های تحسین‌شده گریس عبارتند از: فرانکشتاین (۲۰۱۵)، با استعداد (۲۰۱۷)، من تونیا هستم (۲۰۱۷)، کاپیتان مارول (۲۰۱۹)، سرباز صفر (۲۰۱۹)، آنابل به خانه می‌آید (۲۰۱۹)، شکارچیان روح: افترلایف (۲۰۲۱) و دهانه (۲۰۲۳).

## جوایز و نامزدها
| سال  | جایزه                                     | دسته‌بندی                                      | Work                   | نتیجه    | منبع   |
| ---- | ----------------------------------------- | --------------------------------------------- | ---------------------- | -------- | ------ |
| ۲۰۱۷ | Women Film Critics Circle                 | بهترین بازیگر زن جوان                         | با استعداد             | نامزدشده | [ ۸۳ ] |
| ۲۰۱۸ | Critics' Choice Movie Awards              | بهترین بازیگر مرد/بازیگر جوان                 | با استعداد             | نامزدشده | [ ۱۹ ] |
| ۲۰۲۰ | Hollywood Critics Association Film Awards | نسل بعدی هالیوود                              | —                      | Won      | [ ۶۴ ] |
| ۲۰۲۱ | Primetime Emmy Awards                     | بازیگر زن مهمان برجسته در یک سریال درام       | سرگذشت ندیمه           | نامزدشده | [ ۸۴ ] |
| ۲۰۲۲ | San Diego Film Critics Society            | بهترین عملکرد جوانان                          | شکارچیان روح: افترلایف | رتبه دوم | [ ۸۵ ] |
| ۲۰۲۲ | Critics' Choice Super Awards              | بهترین بازیگر زن در یک فیلم علمی تخیلی/فانتزی | شکارچیان روح: افترلایف | نامزدشده | [ ۸۶ ] |
| ۲۰۲۳ | Astra Creative Arts TV Awards             | بهترین بازیگر زن مهمان در سریال درام          | سرگذشت ندیمه           | نامزدشده | [ ۸۷ ] |